# 서먼 먼슨
서먼 리 먼슨(Thurman Lee Munson, 1947년 6월 7일 ~ 1979년 8월 2일)은 메이저 리그 베이스볼의 뉴욕 양키스에서 활약한 포수였다. 11년의 선수 생활을 양키스에서만 보냈고 다년간 올스타전에 출전했으며, 양키스에서 유일하게 신인상(Rookie of the Year)과 MVP를 함께 수상한 선수이다.

오하이오주의 애크런에서 태어나 1968년 메이저 리그 야구 드래프트에서 4번째 지명을 받았다. 2년 간의 마이너리그 시즌 동안 3할 이상을 기록하면서 유망주로 꼽히더니, 양키스의 리빌딩 시즌인 1969년 시즌 후반에 메이저 리그로 올라갔다. 풀타임 출전은 1970년부터 시작했고, 이 해에 3할 2리의 타율로 신인왕을 수상했다.

'양키스의 영혼이자 심장'이라는 평가를 받으며, 루 게릭 이후 최초의 주장이 되어 팀을 세 번 월드시리즈로 이끌었고, 그중 두 번을 우승했다.

32살이 된 1979년에 애크런-캔튼 공항에서 자신의 세스나 비행기로 착륙 연습을 하던 도중 기체가 나무에 걸리면서 추락하여 사망하였다.

그의 등번호 15번은 뉴욕 양키스에서 영구 결번으로 지정되어 있다.

## 아마추어 시절
먼슨은 오하이오주의 애크런에 살던 2차대전 참전 용사 출신의 트럭 운전사와 전업 주부 사이에서 4자녀 중 막내로 태어나서 8살 때 근처 캔튼으로 이사를 했다. 4살 위 형인 듀에인에게 야구를 배워 그 또래들과 야구를 했는데, 서먼이 고등학교 들어갔을 때 형은 미 공군에 입대했다. 레만 고등학교(Lehman High School)에 다니면서 풋볼에서는 하프백, 야구에서는 주로 유격수, 농구에서는 가드를 봤는데 3종목 모두 주장을 맡았고, 실력은 캔튼은 물론 오하이오주 전체에서, 그리고 3종목 모두에서 최고였다. 주 포지션인 유격수 외에도 팀 동료인 투수 제롬 프루트(Jerome Pruett)의 피칭 연습을 위해 포수를 보곤 했다.
여러 대학에서 장학 입학 제의가 들어왔고, 그중에서 같은 팀 투수였던 스티브 스톤이 있는 근처의 켄트 주립대학(Kent State University)의 장학생으로 입학했다. 1967년 여름 케이프 코드 야구 리그(Cape Cod Baseball League)의 채텀 에이스(Chatham A's)에 합류해 4할 2푼의 엄청난 타율로 팀의 첫 번째 리그 우승을 이끌었다. 이때의 놀라운 활약과 이후 프로 선수 생활에서의 업적을 기려 해당 리그의 타격왕에게 주는 '서먼 먼슨 타격상'이 제정되었다.

## 신인왕 수상
1968년 메이저 리그 야구 드래프트 전체 4순위로 지명된 먼슨은 마이너리그 빙햄튼 트리플릿츠(Binghamton Triplets)에서 3할 1리의 타율에 6홈런 37득점을 기록한 후 8월 양키스와의 시범 경기로 양키 스타디움에 첫 선을 보였다.
이듬해 시러큐스 치프스(Syracuse Chiefs)에서 타율 3할 6푼 3리를 기록한 후 메이저 리그로 승격되어 8월 8일, 오클랜드 애슬레틱스와의 더블헤더 두 번째 경기에서 3타수 2안타 1볼넷 2타점으로 화려한 데뷔를 치렀다.
이틀 후 생애 첫 메이저 리그 홈런을 팀의 3타자 연속 홈런 가운데 하나로 장식하면서 (상대 투수는 오클랜드의 루 크라우스 주니어) 팀의 5-1 승리에 기여했다. 데뷔 시즌을 2할 5푼 6리에 1홈런 9타점을 보냈는데 97타석에 86타수로 (10 볼넷, 1 희생타) 신인왕 자격을 다음해까지 그대로 유지할 수 있었다.
양키스에서 1969년 시즌 동안 포수 포지션은 제이크 깁스와 프랭크 페르난데스가 경쟁했으나 시즌이 끝난 후 떠오르는 유망주인 먼슨을 위해 페르난데스를 오클랜드로 트레이드시켜 자리를 만들었다. 먼슨은 다음 시즌에 3할 2리의 타율에 7홈런 57타점, 그리고 80보살로 아메리칸리그 신인왕에 올랐다.

## 올스타 출전
신인왕을 수상한 이듬해, 이후 7번을 참가하게 될 올스타전에 처음 선발되어 2이닝 동안 포수 마스크를 썼으나 타석에 들어서지는 못했다. 그해 시즌 전체 동안 에러 한 개와, 패스트 볼 9개, 그리고 59개의 도루 시도 중에서 36개를 잡아내 도루 저지율 61%의 뛰어난 수비 실력을 자랑했다.
한편 먼슨은 라이벌팀 보스턴 레드삭스의 동 포지션 경쟁자인 칼턴 피스크와의 오랜 앙숙 관계로도 유명했다. 1973년 8월 1일에 벌어진 둘 간의 싸움은 1970년대에 고조된 양키스와 레드삭스 간 전쟁을 전형적으로 보여준 사건이었다. 2-2 동점 상황에서 9회초 공격에 나선 양키스는 1사에 1루에는 펠리페 알루, 3루에는 먼슨이 있는 상황에서 타자 진 마이클(Gene Michael)에게 스퀴즈를 지시했으나 간파당했다. 홈에서 아웃당한 먼슨은 1루 주자 알루가 2루로 진루하도록 수비를 방해했고, 이때문에 둘 간의 싸움이 벌어져 양 팀 전체의 싸움으로 번지게 됐다.
그런 와중에도 생애 두 번째 올스타와 이후 3연속으로 받게되는 골드글러브의 스타트를 끊었다. 타격도 1970년 이후 두 번째로 3할을 달성하면서 20홈런도 돌파해 양키스의 슬러거로 자리잡게 되었다.

## MVP 수상
1975년 커리어 하이 타율인 0.318을 치면서 로드 커루와 프레드 린에 이어 3위를 차지했다.
1976년을 시작하면서 먼슨은 루 게릭이 1939년에 은퇴하면서 공석이 된 양키스의 주장 자리를 37년 만에 맡게 되었고, 그에 화답이라도 하듯이 0.302의 타율과 17홈런, 105타점으로 아메리칸리그 MVP를 수상 하면서 1964년 이후 12년 만에 팀을 월드시리즈로 이끌었다. 아메리칸리그 챔피언십 시리즈에서 캔자스시티 로열스를 상대로 0.435의 타율과 3타점 3득점의 맹타를 휘둘러서 승리했고, 월드시리즈에서는 그보다 더 뛰어난 0.529의 타율과 2타점 2득점의 맹활약을 했다. 하지만 상대팀은 빅 레드 머신의 신시네티 레즈였고, 팀은 시리즈 전적 3-0으로 밀렸다. 먼슨은 양키 스타디움에서 벌어진 4차전에서 스윕만은 면하기 위해서 4타수 4안타의 활약으로 안간힘을 써봤으나 결국 시리즈 전적 4-0으로 레즈에게 챔피언 자리를 내주고 말았다. 3차전 막판의 2안타를 포함해 세운 6타석 연속 안타는 1925년 워싱턴 세네터스의 구스 고슬린(Goose Goslin)이 세운 월드시리즈 기록과 타이이다.
레즈의 포수 쟈니 벤치가 월드시리즈 MVP가 된 후, 레즈의 감독 스파키 앤더슨이 언론과의 인터뷰에서 '먼슨은 훌륭한 선수이고 내셔널리그에 온다면 3할은 칠 수 있을 거다. 하지만 누구도 쟈니 벤치와 비교될 수 없다. 누구도 쟈니 벤치와 비교하는 짓을 하지는 않을 거다'라는 발언을 해 먼슨을 화나게 만들었다.

## 월드시리즈 우승
1977년 3할 8리의 타율과 100타점으로 '3년 연속 3할-100타점'을 달성했다. 수비 부담이 큰 포수 포지션에서 이는 놀라운 타격 성적으로 팀 선배였던 빌 디키가 1936년~1939년 동안 4년 연속 3할-100타점 기록한 이후 처음이었고, 먼슨 이후 1996년~1998년에 마이크 피아자만이 기록했을 뿐이다.
팀도 전년도에 이어 아메리칸리그 챔피언에 오르며 월드시리즈에 진출해 LA 다저스를 상대하게 됐다. 먼슨은 3할 2푼 1홈런 3타점의 타격 성적뿐 아니라 수비에서도 뛰어난 도루저지 실력을 발휘했다. 다저스는 정규 시즌 동안 114개의 도루를 기록했었지만, 시리즈 초 4경기에서 먼슨이 6개의 도루 시도 중 4개를 잡아내버리자 남은 경기 동안 도루를 자제해야 할 수밖에 없었다. 6차전까지 간 승부는 양키스의 4-2 승리로 끝나면서 1962년 이후 15년 만에 우승을 차지했다.
이듬해에도 지구 1위를 한 후 아메리칸리그 챔피언십에서 캔자스시티 로열스와 만나면서 두 팀은 3년 연속 리그 챔피언십을 다투게 됐다. 시리즈 전적 1-1로 동률을 기록한 후 벌어진 3차전, 팀은 8회에 2점을 내주면서 5-4로 역전을 허용하게 되었으나 8회말 먼슨이 투수 더그 버드(Doug Bird)에게 양키 스타디움의 좌중간에 있는 모뉴먼트 파크로 날리는 144미터짜리 대형 홈런을 때려내면서 승부를 다시 뒤집었다. 다음날도 승리해 3-1로 아메리칸리그 우승을 차지했고, 월드시리즈에서 다시 만난 다저스를 또 다시 4-2로 이기면서 2년 연속 월드시리즈 우승을 차지했다.

## 사고

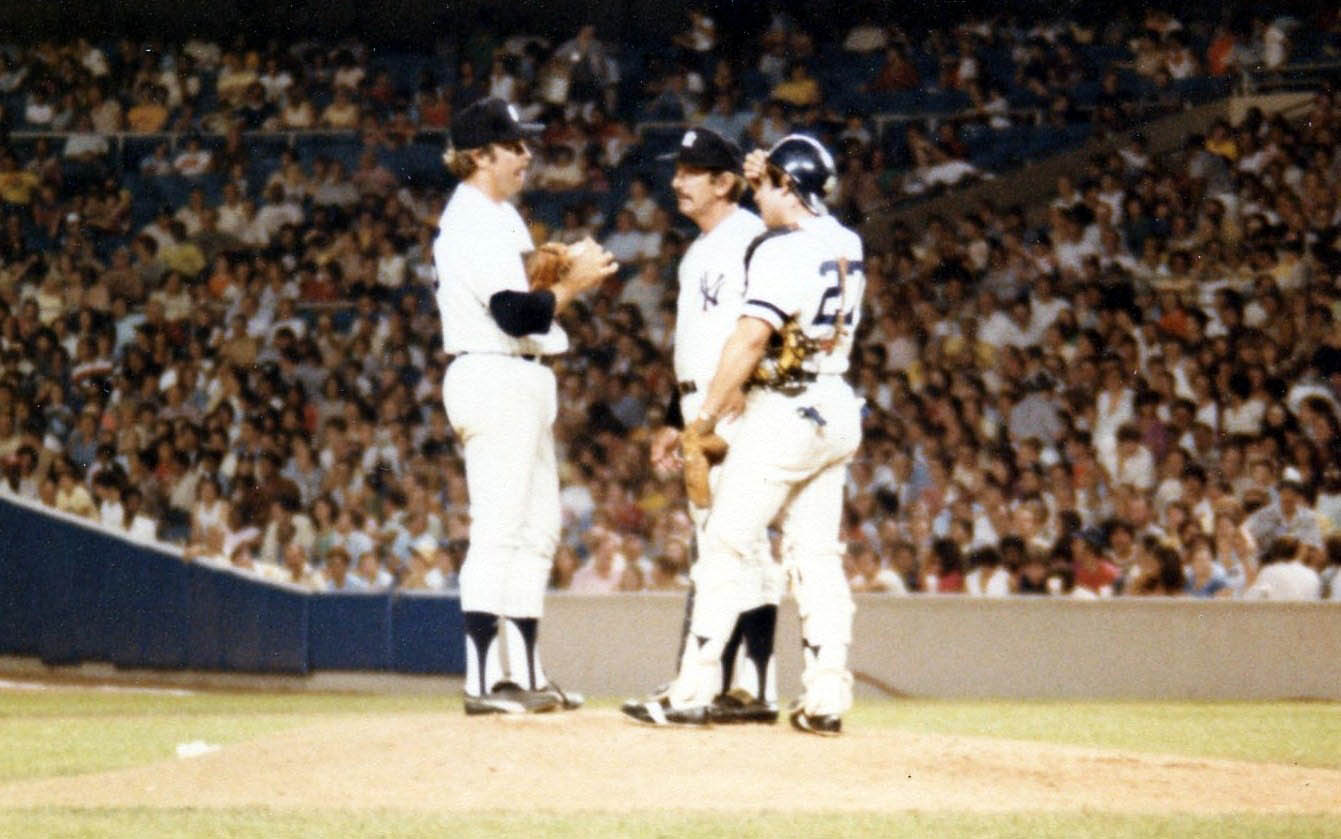
브래드 걸든(Brad Gulden)(오른쪽)은 먼슨의 장례식 이후 뛴 포수이다. 그의 팔에 먼슨을 추모하는 검은색 띠가 있다. 투수는 캣피시 헌터, 가운데는 감독 빌리 마틴

1979년 올스타전 휴식 전에 팀은 볼티모어 오리올스에 11게임이나 뒤진 아메리칸리그 동부지구 4위를 기록 하고 있었다. 타율 0.297에도 불구하고 서서히 수비 능력에 하락이 오면서 올스타전에서도 제외되기에 이르렀다. 종종 향수병을 앓기도 해서 가족과의 시간을 위해 클리블랜드 인디언스 팀에서 뛰고자 하는 소망을 공공연히 밝혔고, 시즌이 끝난 뒤 은퇴하는 것도 고려하기도 했다. 2년 정도 비행기 조종법을 배워 세스나 비행기를 구입한 것도 경기가 없을 때 캔턴에 있는 가족으로 빨리 돌아갈 수 있기 위해서였다.
1979년 8월 2일, 애크런-캔튼 지방 공항에서 친구 제리 앤더슨과 비행 교관 데이브 홀과 함께 이착륙 연습을 하다 지나치게 낮게 날면서 나무와 충돌했고, 비행기는 화염에 휩싸였다. 교관과 친구는 간신히 탈출했으나 먼슨은 결국 죽고 말았다.

## 그가 남긴 것들

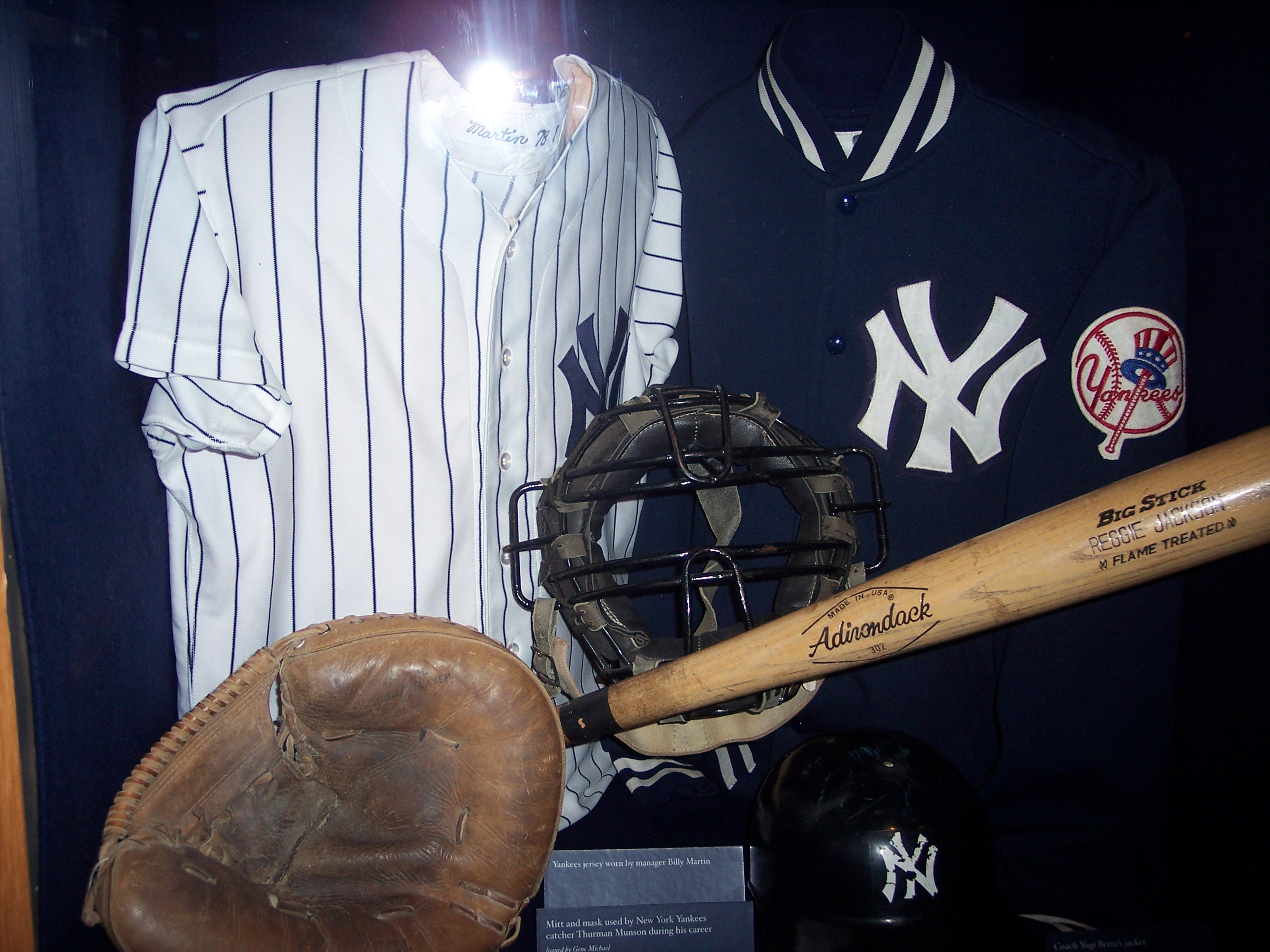
서먼 먼슨의 포수 마스크와 미트(글러브)

그의 비보가 전해진 다음날 양키스 선수들은 경기 시작 전에 먼슨의 죽음을 추모하는 묵념을 올렸고 캐처 박스를 비워뒀다. 8월 6일, 양키스 팀 전 선수들은 캔튼에서 치러진 먼슨의 장례식에 참석했고, 팀에서 가장 친했던 루 피넬라와 바비 머서(Bobby Murcer)가 추도사를 낭독했다. 그날 저녁 머서는 친구의 영전에 바치듯이 7회의 3점홈런과 9회말의 2타점 끝내기 안타를 보태 팀의 5-4 승리를 주도했다.
조지 스타인브레너는 그의 등번호 15번을 영구 결번으로 지정했고, 1980년 9월 20일 모뉴먼트 파크에 스타인브레너가 작성한 글귀가 적힌 먼슨의 명판이 봉헌되었다.
우리의 주장이자 리더는 우리를 떠나지 않았다. 오늘, 내일, 그리고 영원히... 그에 대한 사랑과 존경은 우리의 노력으로 보여줄 것이다.
먼슨이 사용하던 라커는 그의 포수 장비들과 함께 명예의 전당에 기증되었다. 캔튼에 서먼 먼슨을 기념하여 서먼 먼슨 스타디움이라고 명명한 마이너리그 구장의 외야 중간의 펜스에서도 그의 등번호인 15번을 만날 수 있다.

## 통산 성적
| 연도 | 나이 | 팀  | 리그 | 경기  | 타석  | 타수  | 득점 | 안타  | 2루타 | 3루타 | 홈런 | 타점 | 도루 | 볼넷 | 삼진 | 타율  | 출루율 | 장타율 | OPS   |
| ---- | ---- | --- | ---- | ----- | ----- | ----- | ---- | ----- | ----- | ----- | ---- | ---- | ---- | ---- | ---- | ----- | ------ | ------ | ----- |
| 1969 | 22   | NYY | AL   | 26    | 97    | 86    | 6    | 22    | 1     | 2     | 1    | 9    | 0    | 10   | 10   | 0.256 | 0.330  | 0.349  | 0.679 |
| 1970 | 23   | NYY | AL   | 132   | 526   | 453   | 59   | 137   | 25    | 4     | 6    | 53   | 5    | 57   | 56   | 0.302 | 0.386  | 0.415  | 0.801 |
| 1971 | 24   | NYY | AL   | 125   | 517   | 451   | 71   | 113   | 15    | 4     | 10   | 42   | 6    | 52   | 65   | 0.251 | 0.335  | 0.368  | 0.703 |
| 1972 | 25   | NYY | AL   | 140   | 567   | 511   | 54   | 143   | 16    | 3     | 7    | 46   | 6    | 47   | 58   | 0.280 | 0.343  | 0.364  | 0.707 |
| 1973 | 26   | NYY | AL   | 147   | 576   | 519   | 80   | 156   | 29    | 4     | 20   | 74   | 4    | 48   | 64   | 0.301 | 0.362  | 0.487  | 0.849 |
| 1974 | 27   | NYY | AL   | 144   | 571   | 517   | 64   | 135   | 19    | 2     | 13   | 60   | 2    | 44   | 66   | 0.261 | 0.316  | 0.381  | 0.697 |
| 1975 | 28   | NYY | AL   | 157   | 661   | 597   | 83   | 190   | 24    | 3     | 12   | 102  | 3    | 45   | 52   | 0.318 | 0.366  | 0.429  | 0.795 |
| 1976 | 29   | NYY | AL   | 152   | 665   | 616   | 79   | 186   | 27    | 1     | 17   | 105  | 14   | 29   | 38   | 0.302 | 0.337  | 0.432  | 0.769 |
| 1977 | 30   | NYY | AL   | 149   | 638   | 595   | 85   | 183   | 28    | 5     | 18   | 100  | 5    | 39   | 55   | 0.308 | 0.351  | 0.462  | 0.813 |
| 1978 | 31   | NYY | AL   | 154   | 666   | 617   | 73   | 183   | 27    | 1     | 6    | 71   | 2    | 35   | 70   | 0.297 | 0.332  | 0.373  | 0.705 |
| 1979 | 32   | NYY | AL   | 97    | 419   | 382   | 42   | 110   | 18    | 3     | 3    | 39   | 1    | 32   | 37   | 0.288 | 0.340  | 0.374  | 0.714 |
| 통산 |      |     |      | 1,423 | 5,903 | 5,344 | 696  | 1,558 | 229   | 32    | 113  | 701  | 48   | 438  | 571  | 0.292 | 0.346  | 0.410  | 0.756 |

## 수상경력
- 아메리칸리그 MVP 1회 수상 - 1976년
- 신인상 - 1970년
- 올스타전 참가 7회 - 1971년, 1973년~1978년